# A Market Garden hadművelet csatarendje
Ez a Market Garden hadműveletben részt vevő szövetséges és német haderők teljes csatarendje.

## Szövetséges haderő
A haderő főparancsnoka Dwight D. Eisenhower tábornok, a Szövetséges Expedíciós Erők Főparancsnoksága (Supreme Headquarters Allied Expeditionary Force, SHAEF) vezetője volt. Ő volt a felelős az egész hadműveletért. Helyettese, Sir Arthur Tedder, az angol légierő főparancsnoka, míg Walter Bedell Smith volt a vezérkari főnök.
A hadművelet ötlete azonban Sir Bernard L. Montgomery tábornoké volt. A szövetséges hadvezetés igen elbizakodottan ítélte meg saját helyzetét, lebecsülve a német haderőt és ipari kapacitást. A hadművelet – sikeres végrehajtás esetén – egy évvel rövidíthette volna meg a második világháborút, azonban a szövetséges főparancsnokok nem vették figyelembe a holland ellenállók és saját hírszerzésük jelentéseit, miszerint nagy létszámú német erők állomásoznak (például két pihenő SS hadosztály) a ledobási térségben.
A hadművelet óriási kudarc lett, nagy anyag- és emberveszteséget okozva a szövetségeseknek, nem beszélve a légideszant haderőnem presztízsveszteségéről. Fontos tudni, hogy az ejtőernyősök emberfeletti teljesítményeket produkáltak, alkalmanként példátlan hősiességgel, mellyel ellenfeleik tiszteletét is kivívták, de ez alkalommal alulmaradtak. Emellett az időjárás is lehetetlenné tette a logisztikai ellátásukat, tehát a felszerelésben alapvető hiányosságokat voltak kénytelenek elviselni.

### 21. hadseregcsoport
Sir Bernard L. Montgomery tábornagy parancsnoksága alatt.

#### Első szövetséges légi hadsereg
Lewis H. Brereton altábornagy parancsnoksága alatt.
- 1. brit légi hadtest - Frederick Browning altábornagy
  - 1. brit légi hadosztály - Roy Urquhart vezérőrnagy
    - 1. brit ejtőernyős hadosztály - Richard Gale dandártábornok
      - 1. ejtőernyős ezred
      - 2. ejtőernyős ezred
      - 3. ejtőernyős ezred

    - 4. brit ejtőernyős hadosztály - John Hackett dandártábornok
      - 10. ejtőernyős ezred
      - 11. ejtőernyős ezred
      - 156. ejtőernyős ezred

    - 1. brit légiszállítású hadosztály - Phillip Hicks dandártábornok
      - 2. légiszállítású ezred (Dél-Staffordshirei ezred)
      - 7. légiszállítású ezred (Skót határőrezred)
      - 9. légiszállítású ezred (Határőrezred)

    - 1. brit légiszállítású könnyű hadosztály (Királyi Tüzérség) - William Francis Kynaston Thompson alezredes
    - Vitárlázó repülőgép pilóta ezred

  - 1. lengyel ejtőernyős hadosztály - Stanisław Sosabowski dandártábornok